# Stranje pri Škocjanu
Stranje pri Škocjanu este o localitate din comuna Škocjan, Slovenia, cu o populație de 56 de locuitori.